# Mexicaanse katoenstaartkonijn
Het Mexicaanse katoenstaartkonijn (Sylvilagus cunicularius)  is een zoogdier uit de familie van de hazen en konijnen (Leporidae). De wetenschappelijke naam van de soort werd voor het eerst geldig gepubliceerd door Waterhouse in 1848.

## Voorkomen
De soort komt voor in Mexico.